# Leontine Sagan

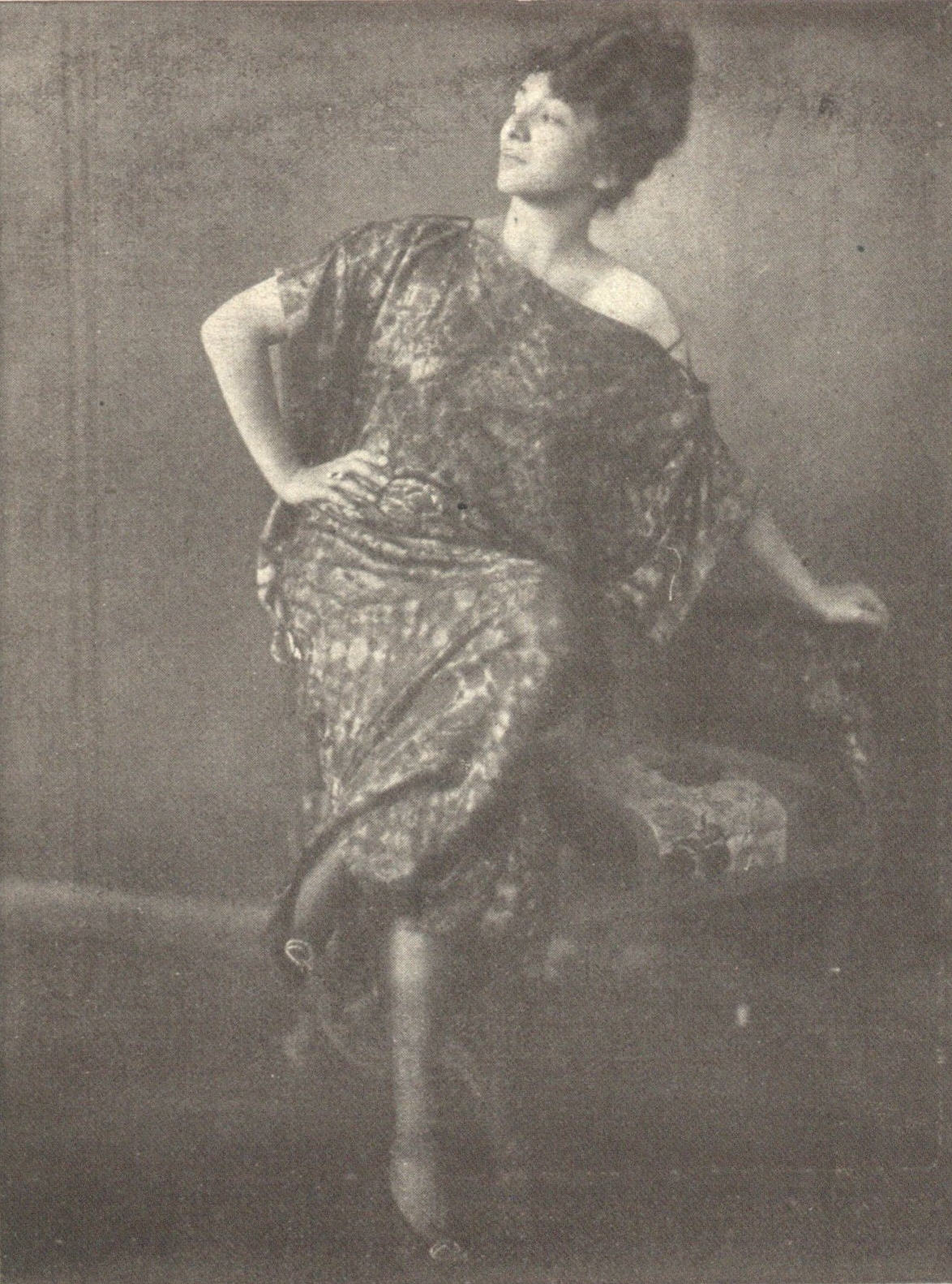
Portretfoto door Frans Löwy (1918)

Leontine Sagan (Wenen of Boedapest, 13 februari 1889 – Pretoria, 20 mei 1974), geboren Leontine Schlesinger, was een Oostenrijks-Duits actrice en regisseur.

## Leven
Sagan werd geboren in Oostenrijk-Hongarije en verhuisde in 1889 met haar gezin naar Johannesburg, waar ze les volgde aan de Duitse school. Ze werkte in Wenen samen met de vernieuwende toneelregisseur Max Reinhardt.
In 1931 debuteerde ze als filmregisseur met Mädchen in Uniform, dat een groot succes was in de Weimarrepubliek. Met een volledig vrouwelijke cast vertelde de film het verhaal van de lesbische romance tussen de 14-jarige Manuela en haar lerares Fräulein Von Berburg. Sagan was zelf lesbisch en stuurde met haar film een anti-autoritaire en antifascistische boodschap. Opmerkelijk is dat Joseph Goebbels en Adolf Hitler aanvankelijk enthousiast waren over Mädchen in Uniform. Toen ze aan de macht kwamen, kreeg de film echter een alternatief einde en uiteindelijk werd hij verboden.
Sagan was Duitsland voordien al ontvlucht. In 1932 bracht ze haar tweede film uit met Alexander Korda in Engeland. Ze werkte enige tijd in Manchester en verhuisde dan naar Zuid-Afrika, waar ze het National Theatre in Johannesburg oprichtte. Ze stierf in Pretoria op 85-jarige leeftijd.

## Filmografie
Sagan regisseerde drie films:
- 1931: Mädchen in Uniform
- 1932: Men of Tomorrow (met Zoltan Korda)
- 1946: Gaiety George

## Voetnoten
1. ↑  Patrick Dassen, De Weimarrepubliek, 1918-1933. Over de kwetsbaarheid van de democratie, 2021, p. 290-291

- Biblioteca Nacional de España: XX5063002
- Bibliothèque nationale de France: cb16242734w (data)
- Gemeinsame Normdatei: 116743581
- International Standard Name Identifier: 0000 0001 0798 6659
- Library of Congress Control Number: no95047594
- Nationale Bibliotheek van Israël: 987007311016605171
- Système universitaire de documentation: 140263268
- Virtual International Authority File: 30295608
- WorldCat: E39PCjD9fFP93pvTm4CFDrfdYq